# 紳士とお嬢さん
『紳士とお嬢さん』（朝: 신사와 아가씨）は2021年韓国のテレビドラマ。同年9月25日から2022年3月27日まで「KBS週末連続ドラマ」で放送された。

## 概要
妻を亡くした3人の子供の父親である企業グループ会長と家庭教師として雇われた女性を中心に繰り広げるテレビドラマ。

## キャスト

### 主要キャスト
イ・ヨングク：チ・ヒョヌ
主人公。FTグループ会長で3人の子供を持つシングルファーザー。前妻とは2年前に死別した。後にダンダンのことが好きになる。41歳。
パク・ダンダン：イ・セヒ
ヒロイン。トラブルメーカーの継母や義兄に堪忍袋の緒が切れて家を飛び出し、イ家の住み込みの家庭教師となる。27歳。
チャ・ゴン：カン・ウンタク
ダンダンの継母であるヨンシルの弟。5年前、事業に失敗して義兄スチョルに持ち家を手放させてしまい、夜逃げ同然にミリム、ダルレとベトナムに行っていた。
チョ・サラ：パク・ハナ
イ家の執事。イ家では「チョ室長」と呼ばれる。ヨングクの亡き妻の後輩で、財産以外の理由からも後妻の座を狙っている。36歳。
パク・デボム：アン・ウヨン
ヨンシルの息子でダンダンの義兄。母とともに家の保証金を詐欺に注ぎ込んでしまい、パク家は住んでいた賃貸の家を出なければならなくなった。29歳。
イ・セリョン：ユン・ジニ
デランの娘でヨングクの異母妹。母と違いヨングクとの仲は良好。クラブで知り合った7歳年下のデボムと恋に落ちる。36歳。

### ダンダンの周辺人物
パク・スチョル：イ・ジョンウォン
ダンダンの父。生まれたばかりのダンダンを置いて妻が出ていってしまい、ヨンシルと再婚した。ダンダンには生みの母は死んだと言っている。
チャ・ヨンシル：オ・ヒョンギョン
ダンダンの継母。前夫と死別後、幼いデボムを一人で育てている時、スチョルと出会い再婚。ダンダンには母を追い出したと思われている。
シン・ダルレ：キム・ヨンオク
ヨンシルとゴンの母。ゴン、ミリムとともに夜逃げ同然にベトナムに行っていた。帰国後はまた3人でパク家に身を寄せる。
カン・ミリム：キム・イギョン
ヨンシルとゴンの姪。中学生の時に両親をなくし祖母のダルレとともにパク家の世話になる。ダルレらのベトナム行きにも同行。26歳。

### ヨングクの周辺人物
ワン・デラン：チャ・ファヨン
ヨングクの亡き父の愛人。イ家で20年以上暮らし大奥様として扱われているが、遺産ももらえず、ヨングクから何度も追い出されそうになっている。
イ・ジェニ：チェ・ミョンビン
ヨングクの長女。中学生。受験を控えていて多感な年頃。セチャン曰く「反抗期」。
イ・セチャン：ユ・ジュンソ
ヨングクの長男。小学生。子供達の中では一番初めに父とダンダンの交際を知る。
イ・セジョン/ジン・セジョン：ソ・ウジン
ヨングクの次男。幼稚園児。ダンダンがいないと眠れないというほどダンダンになつく。7歳。
エナ・キム/キム・ジヨン：イ・イルファ
アメリカ在住のアパレル会社代表。ヨングクとはビジネスパートナーだが家族同然で、帰国した時はイ家で暮らす。大きな交通事故にあい、容貌が昔とはまったく変わっている。ダンダンの生みの母親。ダンダンが赤ちゃんのときにスチョルと別れた。
コ・ジョンウ：イル
ヨングクの高校時代からの親友で、FTグループの顧問弁護士。
ヨ・ジュデク：ユン・ジソク
イ家の家政婦。
キム・スク：キム・ガヨン
サラの後任の執事。キム室長と呼ばれている。

### その他
イ・ギジャ：イ・フィヒャン
サラの母。キムチ店の経営に失敗し、ミスクからマンションをタダ同然に借りてサラと住んでいる。デランとも古い知り合い。料理上手。後に刑務所行きになる。
チャン・ミスク：イム・イェジン
ギジャの高校時代の同級生。若くして夫を亡くしたが、財産を引き継ぎ事業で成功。幼い頃に行方不明になった弟を捜し続けている。
ポン・ジュノ：ヤン・ビョンヨル
ミスクの息子。母の期待を一身に背負った医大生だが、内緒で大学を休学して本当にやりたいことを探している。26歳。
チン・サング：チョン・スンビン
サラの元恋人。サラの秘密を知り脅迫する。
チャン・グッキ：ワン・ビンナ（特別出演）
ミスクの妹で、ヨングクの大学時代の同期。ダンダンの恩師でもあり、イ家の家庭教師の仕事を紹介した。

## スタッフ
- 演出：シン・チャンソク[2]
- 脚本：キム・サギョン
- 制作：GnG Production（朝鮮語版）

## 受賞
2021年 KBS演技大賞
大賞：チ・ヒョヌ
男子青少年演技賞：ソ・ウジン
新人女優賞：イ・セヒ
ベストカップル賞：チ・ヒョヌ、イ・セヒ
脚本賞：キム・サギョン

## 日本での放送
日本での放送は2021年、KBS WORLDで11月6日、1話を先行放送され、12月11日に放送開始。
- KBS WORLD：2021年11月20日（1話先行放送）、12月11日 - 2022年6月11日。
- テレビ東京：2023年2月9日 - 5月17日。※2か国語音声（日本語字幕）